# 下頜骨折
下頜骨折（mandibular fracture）俗稱下巴骨折（fracture of the jaw），是指下頜發生折斷、斷裂的情形，約有60%的病例會斷成兩截 。此症可能會導致患者無法將嘴巴充分張開，通常上下排牙齒也會因此無法適當咬合，也有可能造成牙齦出血 。此症最常發生於30至40歲的男性。
下頜骨折的肇因通常是外傷，包括墜落時撞到下巴或是側臉受到碰撞；而骨壞死或是骨內腫瘤也有可能導致此症，但非常罕見 。最常發生骨折的區域為骨髁（condyle）占36%、骨體（body）占21%、骨角（angle）占20%及頷骨連接處（symphysis）占14% 。此症雖然通常是以X光加以診斷，但若能使用電腦斷層掃描，結果會更精確 。 
下頜骨折未必要立刻動手術治療。通常患者可先返家休養，並於幾天後再回診接受手術 。醫師於手術時則會使用上下頜固定術（MMF）及開放性復位及內固定術（ORIF）等方式幫助骨頭回復原位及癒合。亦有牙醫師賴世禎使用新型的固定板，利用牙齒原本咬合狀態，將骨折處在模型上切斷，再對回原牙齒咬合後，在模型上製作三片金屬固定板，使整列牙齒有三度空間的固定。如此，可不必動手術打固定板並免去傳統將上下頜合綁的固定方式。手術後病患也通常需服用盤尼西林等抗生素一小段時間，以避免傷口感染 ；然而卻少有證據證明預防性抗生素對病情有所幫助